# Felipe de Silva
Felipe de Silva (Portugal, 1587 – Saragossa, 1645) va ser virrei de Catalunya durant la Guerra dels Segadors.
En el marc de la guerra entre el Regne de França i la Corona Hispànica, és enviat a defensar la frontera pirinenca de la monarquia de Felip IV de Castella (1636).
El 10 de març de 1643 és nomenat virrei de Catalunya en substitució del marquès de Los Vélez, que havia sofert importants derrotes en les campanyes de 1641 i 1642. El seu nomenament coincideix amb el canvi de prioritats del cardenal Mazzarin, que decideix prioritzar els interessos francesos a la península Itàlica, de Silva ho aprofita per recuperar Montsó (3 de desembre de 1643) i prendre el control de Lleida (agost de 1644). Per Mariela Fargas, es tracta d’una victòria militar clau per enfortir el partit castellà a Catalunya.
L’agost de 1644, poc després que Felip IV de Castella hagués jurat les Constitucions catalanes a Lleida, és substituït en el virregnat per Andrea Cantelmo. Aquella tardor, l’exèrcit hispànic aconsegueix la rendició de Balaguer (setembre) i Agramunt (octubre).
En la següent campanya (1645), de Silva evita que les tropes francocatalanes recuperin Balaguer (12 d’agost de 1645), enviant-hi quatre mil homes a socórrer a Cantelmo. De Silva va ser-hi ferit en una segona envestida amb 700 cavalls (25 d’agost). Fargas consigna que va morir a Saragossa aquell mateix any.